# Benoitia ocellata
Benoitia ocellata är en spindelart som först beskrevs av Pocock 1900.  Benoitia ocellata ingår i släktet Benoitia och familjen trattspindlar. Inga underarter finns listade.